# Francina Alsina Canudas
Francina Alsina Canudas és una activista social catalana que ha estat la presidenta de la Taula d'entitats del Tercer Sector Social de Catalunya entre els anys 2017 i 2024.
Titulada en grafologia per Belpost (Barcelona) i per UCAPE (Brussel·les), i en perícia cal·ligràfica judicial i perícia grafopsicològica per la Universitat Autònoma de Barcelona, l'any 1989 va començar com a voluntària a Arrels Fundació, i el 2005 va iniciar la seva col·laboració amb la Fundació Yamuna. A la Federació Catalana de Voluntariat Social fou escollida coordinadora territorial de Barcelona entre els anys 2005 i 2010, i presidenta entre el 2010 i el 2018. Alsina, que ja havia estat membre de la seva Junta Directiva durant els any 2007 i 2009, l'any 2017 va entrar a presidir la Taula d'entitats del Tercer Sector Social de Catalunya, mantenint-se en el càrrec fins al 2024, durant dos mandats consecutius.